# Ōe no Hiromoto

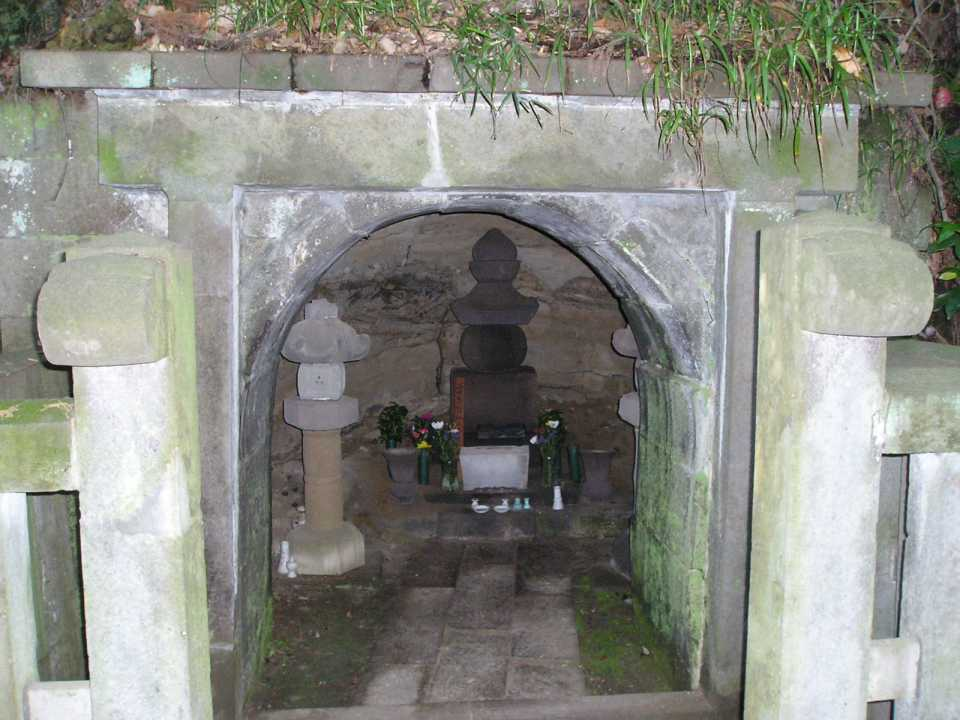
Grab von Ōe no Hiromoto in Kamakura

Ōe no Hiromoto (jap. 大江 広元; * 1148 (traditionell: Kyūan 4); † 16. Juli 1225 (traditionell: Karoku 1/6/10)) war ein japanischer Hofadliger (kuge) und trug als maßgeblicher Vasall des Kamakura-Shogunats zur Etablierung dessen Regierungsapparats bei. Er gilt als Stammvater des Mōri-Clan.

## Herkunft
Hiromoto war ein Nachfahr des Politikers und Lehrers dreier Kronprinzen Ōe no Masafusa und Sohn von Ōe no Koremitsu (1110–1175). Nach einer abweichenden Theorie wurde er als Sohn von Fujiwara no Mitsuyoshi geboren und erst später, wie allgemein üblich im damaligen Adel, vom Haus Ōe adoptiert.

## Aufstieg unter dem Kamakura-Shogunat
Hiromoto begann seine Laufbahn als Adliger am Kaiserlichen Hof in Heian-kyō (Kyōto).
1184 wurde er vom späteren Shōgun Minamoto no Yoritomo als erster bettō (Leiter) des neu-geschaffenen Kumonjo (公文所, dt. „Behörde für öffentliche Dokumente“) nach Kamakura berufen. In dieser Position beriet er Shōgun Yoritomo 1185 bei der Ernennung von Verwaltern (jitō) und Gouverneuren (shugo), die die Kontrolle des neuen Shogunats über die Provinzen sichern sollten. 1190 ging er mit Yoritomo nach Kyōto und leitete bis 1192 die Verhandlungen mit dem Kaiserlichen Hof; 1191 wurde er zum Leiter des Mandokoro (Verwaltungsbehörde) bestellt.

## Dienst für den Hōjō-Clan
Nach Yoritomos Tod 1199 gelang es Ōe no Hiromoto, Einfluss auf Hōjō Masako zu gewinnen, der Witwe des Shoguns. Im Folgenden unterstützte er deren Familie, die Hōjō, bei der Erringung der Macht: bereits im selben Jahr ging diese vom zweiten Shōgun Minamoto no Yoriie auf einen Rat von einflussreichen Gefolgsleuten (gokenin) über, der von den Hōjō dominiert wurde. 1203 wurde der Shōgun sogar in Haft genommen.
Hiromoto war auch in tragender Rolle an der Zerschlagung der Haupt-Rivalen der Hōjō beteiligt: Hatakeyama Shigetada, Hiraga Asamasa und Wada Yoshimori.
Im Jōkyū-Krieg trug er mit seinem Plan eines Überraschungsangriffs auf Kyōto zum überwältigenden Sieg der Hōjō über die kaisertreuen Kräfte bei.

## Tod und Nachwirken
Ōe no Hiromoto starb 1225, nachdem er die Nachfolge von shikken (Regent) Hōjō Yasutoki abgesichert hatte.
Sein vierter Sohn gilt als Gründer des Mōri-Klan, der während der gesamten Kamakura-Zeit durch die Abstammung von Hiromoto eine der einflussreichsten gokenin-Familien blieb.